# 동부초등학교 (거제시)
동부초등학교는 대한민국 경상남도 거제시에 있는 공립 초등학교이다.

## 학교 연혁
- 1938년 4월 20일 동부제2공립심상소학교 개교(설립인가 3월 31일)
- 1941년 4월 1일 동부제2공립국민학교로 개칭
- 1944년 3월 20일 제1회 졸업식(75명)
- 1950년 11월 17일 동부국민학교로 개칭
- 1984년 12월 20일 거제 학생 수영장 준공
- 1985년 5월 2일 급식소 준공 및 개소
- 1991년 1월 31일 식당 준공
- 1994년 3월 1일 구천분교장 통폐합
- 1996년 3월 1일 동부초등학교로 개칭
- 1999년 3월 1일 동령분교장, 학동분교장 통폐합
- 1999년 9월 1일 가배분교장 통폐합
- 2001년 5월 16일 다목적 교실(체육관) 준공
- 2012년 1월 30일 급식소 리모델링 및 조리실 증개축
- 2013년 9월 24일 유치원 수면실 신축
- 2014년 3월 1일 제26대 노순영 교장 부임
- 2015년 2월 12일 제72회 졸업식(총 4963명)

## 참고 자료
- 동부초등학교 - 한국교육학술정보원 학교알리미